# Mario Casamento
Mario Casamento (* 18. Oktober 1971) ist ein ehemaliger italienisch-schweizerischer Fussballspieler.

## Leben
Casamento ist in Rüti ZH aufgewachsen.
Er absolvierte für den FC Zürich insgesamt 35 Pflichtspiele und erzielte dabei ein Tor.
Er ist inzwischen als Dipl. Bankwirtschafter HF tätig und arbeitet als Filialleiter bei der Bank Avera in Rüti ZH.